# Acacia acuminata
Espèce
Acacia acuminata est une espèce de plantes à fleurs de la famille des Fabacées. C'est un arbuste ou un petit arbre originaire d'Australie.
Elle est connue en Australie sous le nom de raspberry jam tree, fine leaf jam tree, "raspberry jam" tree ou jam tree. Elle est endémique au sud-ouest de l'Australie-Occidentale. Elle est courante dans la Wheatbelt et on la trouve aussi dans les terrains semi-arides de l'intérieur.

## Description
Elle se présente comme un grand arbuste ou un petit arbre. Dans des conditions idéales, il peut atteindre une hauteur de dix mètres[réf. nécessaire], mais dans la plupart des cas, il ne pousse pas à plus de cinq mètres. Comme avec la plupart des espèces d'Acacia, il a des phyllodes plutôt que de véritables feuilles. Elles sont d'un vert brillant, mesurent environ une dizaine de centimètres de long, deux millimètres de large[réf. nécessaire] et se terminent par une longue pointe. Les fleurs, jaune citron, forment des grappes serrées cylindriques d'environ deux centimètres de long[réf. nécessaire]. Les gousses sont brun clair et aplaties, mesurent une dizaine de centimètres de long et cinq millimètres de large[réf. nécessaire].
Il a une bonne résistance au froid et une résistance moyenne au sel. Il a besoin de 250 mm de pluie par an au moins[réf. nécessaire].

## Usages
Le bois est dur et a une bonne conservation, il est d'un joli rouge d'un grain serré. Il a été largement utilisé pour faire des poteaux de clôture, pour des articles d'ornement et pour des applications à forte charge comme les axes de poulie. Le bois sec a une densité de 1 040 kg/m3[réf. nécessaire]. Il est également utilisé en tant que compagnon de l'hémiparasite Santal (Santalum spicatum) dans les plantations de la Wheatbelt.

## Sous-espèce
Il n'y a pas de sous-espèces actuellement reconnue. Le taxon antérieurement nommé Acacia acuminata subsp burkittii est maintenant considéré comme une espèce distincte, appelée Acacia burkitti.